# 李観述
李 観述（イ・グヮンスル、 1902年4月25日 - 1950年7月3日）は、朝鮮の独立運動家、労働運動家。蔚山出身。

## 人物
京城の中東学校卒業後、東京高等師範学校地理学科に留学、1929年に卒業した。東学党によって設立された同徳女子高等普通学校の歴史教師となり、生徒たちが光州学生事件同盟休校で検挙されたことを契機に朝鮮独立運動に参加し、マルクス主義の読書会を主催した。教え子には、1930年代から40年代にかけての独立運動で活躍した朴鎮洪、李景仙らがいた。1932年には反帝同盟京城地方結成準備会を組織して、国際的な反帝国主義・反戦主義の一翼を担う活動の展開を図った。翌年1月に検挙されたが、病気のため仮釈放され、李載裕と共に朝鮮共産党京城再建グループの結成に参加し、学生運動の指導を担当した。1935年には検挙を逃れて、京城近郊で農業に従事しながら、地下出版や労働運動の組織化に努めた。1939年、社会主義勢力による朝鮮独立運動の集大成となる京城コムグループを結成した。
日本の敗戦による解放後は、南朝鮮労働党の総務部長・財政部長として実務を担ったが、1946年に米国軍政部による共産主義者への弾圧により、「精版社偽造紙幣事件」に関与したとして、証拠不十分のまま検挙され、無期懲役判決を受け、大田刑務所に収監された。1950年の朝鮮戦争勃発後、他の政治犯とともに韓国軍によって処刑された。2015年、大韓民国大法院は、不法な処刑であったことを認め、遺族による国家賠償請求を認める判決を下した。